# القمة العربية 2001 (عمان)
القمة العربية 2001، عقد في مدينة عمان عاصمة المملكة الأردنية الهاشمية يوم 27 مارس 2001، ومن أهم قراراتها:
- إدانة العدوان الإسرائيلي المتواصل على الشعب الفلسطيني وانتهاكات إسرائيل الجسيمة لحقوق الإنسان. كما عبرت عن الاستياء البالغ لاستخدام الولايات المتحدة حق النقض (الفيتو) في مجلس الأمن ضد مشروع قرار حول حماية الشعب الفلسطيني في الأراضي الفلسطينية وإنشاء قوة الأمم المتحدة للمراقبة في تلك الأراضي.[1][2]